# Miloš Raonić
Miloš Raonić (szerbül: Милош Раонић; Titograd, 1990. december 27. –) montenegrói származású kanadai hivatásos teniszező. 2008-ban kezdte meg profi karrierjét. Eddig három ATP-tornát nyert meg egyéniben, 2011-ben a kaliforniai San Joséban, 2012-ben pedig az indiai Csennaiban, majd szintén San Joséban. Legjobb Grand Slam-eredményét a 2011-es Australian Openen és a 2012-es US Openen érte el, mindkétszer a negyedik körig jutott. A világranglistán az eddigi legelőkelőbb helyezése a tizenötödik volt, amelyet 2012 szeptemberében ért el.

## ATP-döntői

### Egyéni

#### Győzelmei (3)
| Összesítés                                            | Összesítés |
| ----------------------------------------------------- | ---------- |
| Grand Slam-torna                                      | (0)        |
| ATP World Tour Masters 1000 / ATP Masters Series      | (0)        |
| ATP World Tour 500 Series / International Series Gold | (0)        |
| ATP World Tour 250 Series / International Series      | (3)        |
| ATP World Tour Finals / Tennis Masters Cup            | (0)        |

|    | Dátum             | Torna                 | Borítás    | Ellenfél a döntőben | Eredmény a döntőben    |
| 1. | 2011. február 13. | SAP Open, San José    | Kemény (f) | Fernando Verdasco   | 7–6(6), 7–6(5)         |
| 2. | 2012. január 8.   | Chennai Open, Csennai | Kemény     | Janko Tipsarević    | 6–7(4), 7–6(4), 7–6(4) |
| 3. | 2012. február 19. | SAP Open, San José    | Kemény (f) | Denis Istomin       | 7–6(3), 6–2            |

#### Elveszített döntői (1)
|    | Dátum             | Torna                                        | Borítás    | Ellenfél a döntőben | Eredmény a döntőben  |
| 1. | 2011. február 20. | Regions Morgan Keegan Championships, Memphis | Kemény (f) | Andy Roddick        | 6–7(7), 7–6(11), 5–7 |
| 2. | 2012. február 26. | Regions Morgan Keegan Championships, Memphis | Kemény (f) | Jürgen Melzer       | 5–7, 6–7(4)          |

### Páros

#### Elveszített döntői (1)
|    | Dátum            | Torna            | Borítás | Partner     | Ellenfelek a döntőben             | Eredmény a döntőben |
| 1. | 2011. június 12. | Gerry Weber Open | Fű      | Robin Haase | Róhan Bópanna Iszámul-Hak Kuraisi | 6–7(8), 6–3, [9–11] |

## Eredményei Grand Slam-tornákon

### Egyéniben
| Grand Slam | Australian Open | Australian Open | Roland Garros | Roland Garros   | Wimbledon | Wimbledon       | US Open  | US Open         |
| Év         | Eredmény        | Utolsó ellenfél | Eredmény      | Utolsó ellenfél | Eredmény  | Utolsó ellenfél | Eredmény | Utolsó ellenfél |
| 2010       | –               | –               | –             | –               | –         | –               | 1. kör   | Carsten Ball    |
| 2011       | 4. kör          | David Ferrer    | 1. kör        | Michael Berrer  | 2. kör    | Gilles Müller   | –        | –               |
| 2012       | 3. kör          | Lleyton Hewitt  | 3. kör        | Juan Mónaco     | 2. kör    | Sam Querrey     | 4. kör   | Andy Murray     |

## Év végi világranglista-helyezései
| Év       | 2007  | 2008 | 2009 | 2010 | 2011 |
| Helyezés | 1369. | 923. | 377. | 156. | 31.  |